# قصر البنات (بني وليد)

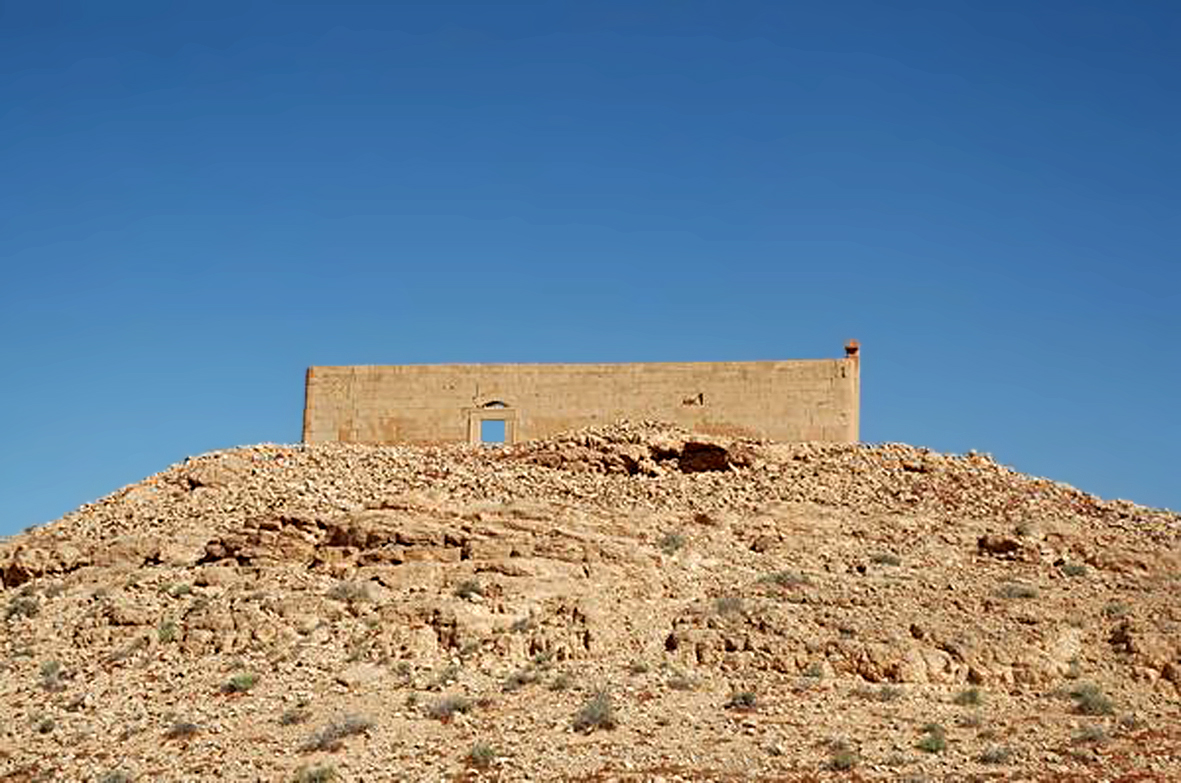
صورة لقصر البنات أو قصر العيساوي بالقُرب من مدينة بني وليد.

قصر البنات (بالإنجليزية: Gasr Banat)‏ أو قصر العيساوي (بالإنجليزية: Gasr Isawi)‏، هُو قصر تاريخي يقع في مدينة بني وليد في الشمال الغربي من ليبيا. درس عالم الآثار البريطاني غرايم باركر المنطقة سنة 1984. وتشير الآثار الفخارية الموجودة حول الموقع إلى أن القصر قد بُني في القرن الثالث الميلادي.
يشبه القصر بشكل كبير قصرا آخر يتواجد في منطقة القريات الشرقية شمال وادي النفود. يوجد أيضا بالقُرب من القصر ضريح قديم كان يلعب دور معبد ويحتوي غُرفة دفن، يرجع تاريخ تشييده إلى نفس فترة تشييد قصر البنات. كما توجد قُرب القصر بقايا مقلع روماني وبقايا سدود بجانب الوادي القريب.
استُخدم هذا القصر على مدار عدة قرون، وقد كانت تتواجد حوله بقايا جدران مبنى قديم بُني خلال العصور الوسطى، لكن الحروب المتكررة والظروف الطبيعية القاسية ساهمت في هدمه شيئا فشيئا. على رغم من تساقط جدران هذا المبنى، إلا أن جُدران قصر البنات ظلت مُتماسكة وفي حالة شبه جيدة لحد الآن.

## أنظر أيضا
- حمامات هادريان
- قوس نصر سيبتيموس سيفيروس
- قوس ماركوس أوريليوس